# Liste der Nummer-eins-Hits in Norwegen (2013)
Diese Liste der Nummer-eins-Hits basiert auf der offiziellen VG-Lista (Top 20 Singles und Top 40 Alben) der IFPI Norwegen im Jahr 2013.

## Singles
| ← 2012 ← | Liste der Nummer-eins-Hits in Norwegen | Liste der Nummer-eins-Hits in Norwegen | Liste der Nummer-eins-Hits in Norwegen                                                                             | 2014 → |
| \| Zeitraum \| Wo. ges. \| Interpret \| Titel Autor(en) \| Zusätzliche Informationen \| \| (Zeitraum, Wochen auf Platz eins, Interpret, Titel, Autor[en], zusätzliche Informationen) \| \| \| \| \| \| ----------------------------------------------------------------------------------------- \| -------- \| ---------------------------------- \| ------------------------------------------------------------------------------------------------------------------ \| --------------------------------------------------------------------------------------------------------------------------------------------------------------------------------------------------------------------------------------------------------------------------------------------------------------------------------------------------------------------------------------------------------------------- \| \| 43. Woche 2012 – 1. Woche 2013 11 Wochen \| 11 \| Rihanna \| Diamonds Tor Erik Hermansen, Mikkel S. Eriksen, Sia Furler, Benjamin Levin \| – \| \| 2.–5. Woche 4 Wochen \| 4 \| Will.i.am \| Scream & Shout William Adams, Jef Martens, Jean-Baptiste Kouame \| Für William Adams ist es die zweite Nummer eins mit der zweiten Single als Hauptsänger, viermal hieß es „featuring Will.i.am“ und das brachte weder ihm noch seinen Mitsängern Glück. Eigentlich ist Britney Spears als gleichberechtigte Sängerin auf dem Cover genannt, die offiziellen norwegischen Charts verweigern ihr aber die Anerkennung, somit ist es inoffiziell ihr sechster Nummer-eins-Hit in Norwegen. \| \| 6.–11. Woche 6 Wochen \| 6 \| Macklemore & Ryan Lewis feat. Wanz \| Thrift Shop Ben Haggerty \| – \| \| 12.–14. Woche 3 Wochen \| 3 \| Adelén \| Bombo Ina Wroldsen, Andreas Romdhane, Josef Larossi \| Die Nummer zwei des diesjährigen Melodi Grand Prix, die 16-jährige spanisch-norwegische Schülerin Adelén, schneidet in den Charts besser ab als die Siegerin Margaret Berger. \| \| 15.–17. Woche 3 Wochen \| 3 \| Zara Larsson \| Uncover Gavin Jones, Robert Habolin, Markus Sepehrmanesh \| Bereits mit zehn Jahren gewann die junge Schwedin die Castingshow Talang, die schwedische Got-Talent-Variante; fünf Jahre später erreicht sie mit ihrer Debütsingle Platz 1 in Schweden und Norwegen. \| \| 18.–22. Woche 5 Wochen \| 5 \| Passenger \| Let Her Go Mike Rosenberg \| In seiner Wahlheimat Australien war Rosenberg zuerst auf Platz 1, bevor sich das Lied über die Niederlande in ganz Europa verbreitete und in vielen Ländern bis an die Spitze stieg. \| \| 23.–26. Woche 4 Wochen \| 4 \| DJ Broiler \| Vannski Fredrik Auke, Simen Auke, Mikkel Christiansen \| Das DJ-Duo aus Drammen hatte im Winter einen Nummer-drei-Hit mit Afterski, im Vorsommer verhilft ihnen der Wasserski zur Nummer eins. \| \| 27.–37. Woche 11 Wochen \| 11 \| Avicii \| Wake Me Up Tim Bergling, Mike Einziger, Aloe Blacc, Ash Pournouri \| Nach Levels (2011) bereits der zweite Nummer-eins-Hit für den schwedischen DJ, zwei weitere Top-4-Platzierungen stehen außerdem für ihn in Norwegen zu Buche; Aloe Blacc steuerte den Gesang bei, ohne auf dem Cover genannt zu werden. \| \| 38.–41. Woche 4 Wochen \| 4 \| Ylvis \| The Fox \| Das moderierende Brüderpaar wollte eigentlich nur Werbung für ihre neue Sendung im norwegischen Fernsehen machen, das YouTube-Video erregte aber weltweit Aufsehen und wurde zum Charthit. \| \| 42.–45. Woche 4 Wochen \| 4 \| Avicii \| Hey Brother \| Dem Hit des Jahres lässt der Schwede einen weiteren Nummer-eins-Hit folgen, Sänger ist diesmal Dan Tyminski, der Countrymusiker ist Mitglied von Alison Krauss’ Begleitband Union Station. \| \| 46.–52. Woche 7 Wochen \| 7 \| Eminem feat. Rihanna \| The Monster Marshall Mathers, Robyn Fenty, Bryan Fryzel, Jon Bellion, Bebe Rexha, Aaron Kleinstub, Maki Athanasiou \| Der letzte Nummer-eins-Hit von Eminem in Norwegen war Love the Way You Lie (2010) ebenfalls zusammen mit Rihanna, insgesamt sein fünfter Spitzenreiter; für den Popstar aus Barbados lagen drei weitere Nummer-eins-Hits dazwischen, insgesamt ist sie zum siebten Mal ganz oben. \| |                                        |                                        | | |
| ← 2012 |                                        |                                        | | → 2014 → |
| Zeitraum | Wo. ges.                               | Interpret                              | Titel Autor(en) | Zusätzliche Informationen |
| (Zeitraum, Wochen auf Platz eins, Interpret, Titel, Autor[en], zusätzliche Informationen) |                                        |                                        | | |
| 43. Woche 2012 – 1. Woche 2013 11 Wochen | 11                                     | Rihanna                                | Diamonds Tor Erik Hermansen, Mikkel S. Eriksen, Sia Furler, Benjamin Levin                                         | – |
| 2.–5. Woche 4 Wochen | 4                                      | Will.i.am                              | Scream & Shout William Adams, Jef Martens, Jean-Baptiste Kouame                                                    | Für William Adams ist es die zweite Nummer eins mit der zweiten Single als Hauptsänger, viermal hieß es „featuring Will.i.am“ und das brachte weder ihm noch seinen Mitsängern Glück. Eigentlich ist Britney Spears als gleichberechtigte Sängerin auf dem Cover genannt, die offiziellen norwegischen Charts verweigern ihr aber die Anerkennung, somit ist es inoffiziell ihr sechster Nummer-eins-Hit in Norwegen. |
| 6.–11. Woche 6 Wochen | 6                                      | Macklemore & Ryan Lewis feat. Wanz     | Thrift Shop Ben Haggerty                                                                                           | – |
| 12.–14. Woche 3 Wochen | 3                                      | Adelén                                 | Bombo Ina Wroldsen, Andreas Romdhane, Josef Larossi                                                                | Die Nummer zwei des diesjährigen Melodi Grand Prix, die 16-jährige spanisch-norwegische Schülerin Adelén, schneidet in den Charts besser ab als die Siegerin Margaret Berger. |
| 15.–17. Woche 3 Wochen | 3                                      | Zara Larsson                           | Uncover Gavin Jones, Robert Habolin, Markus Sepehrmanesh                                                           | Bereits mit zehn Jahren gewann die junge Schwedin die Castingshow Talang, die schwedische Got-Talent-Variante; fünf Jahre später erreicht sie mit ihrer Debütsingle Platz 1 in Schweden und Norwegen. |
| 18.–22. Woche 5 Wochen | 5                                      | Passenger                              | Let Her Go Mike Rosenberg                                                                                          | In seiner Wahlheimat Australien war Rosenberg zuerst auf Platz 1, bevor sich das Lied über die Niederlande in ganz Europa verbreitete und in vielen Ländern bis an die Spitze stieg. |
| 23.–26. Woche 4 Wochen | 4                                      | DJ Broiler                             | Vannski Fredrik Auke, Simen Auke, Mikkel Christiansen                                                              | Das DJ-Duo aus Drammen hatte im Winter einen Nummer-drei-Hit mit Afterski, im Vorsommer verhilft ihnen der Wasserski zur Nummer eins. |
| 27.–37. Woche 11 Wochen | 11                                     | Avicii                                 | Wake Me Up Tim Bergling, Mike Einziger, Aloe Blacc, Ash Pournouri                                                  | Nach Levels (2011) bereits der zweite Nummer-eins-Hit für den schwedischen DJ, zwei weitere Top-4-Platzierungen stehen außerdem für ihn in Norwegen zu Buche; Aloe Blacc steuerte den Gesang bei, ohne auf dem Cover genannt zu werden. |
| 38.–41. Woche 4 Wochen | 4                                      | Ylvis                                  | The Fox | Das moderierende Brüderpaar wollte eigentlich nur Werbung für ihre neue Sendung im norwegischen Fernsehen machen, das YouTube-Video erregte aber weltweit Aufsehen und wurde zum Charthit. |
| 42.–45. Woche 4 Wochen | 4                                      | Avicii                                 | Hey Brother | Dem Hit des Jahres lässt der Schwede einen weiteren Nummer-eins-Hit folgen, Sänger ist diesmal Dan Tyminski, der Countrymusiker ist Mitglied von Alison Krauss’ Begleitband Union Station. |
| 46.–52. Woche 7 Wochen | 7                                      | Eminem feat. Rihanna                   | The Monster Marshall Mathers, Robyn Fenty, Bryan Fryzel, Jon Bellion, Bebe Rexha, Aaron Kleinstub, Maki Athanasiou | Der letzte Nummer-eins-Hit von Eminem in Norwegen war Love the Way You Lie (2010) ebenfalls zusammen mit Rihanna, insgesamt sein fünfter Spitzenreiter; für den Popstar aus Barbados lagen drei weitere Nummer-eins-Hits dazwischen, insgesamt ist sie zum siebten Mal ganz oben. |

## Alben
| ← 2012 ← | Liste der Nummer-eins-Hits in Norwegen | Liste der Nummer-eins-Hits in Norwegen | Liste der Nummer-eins-Hits in Norwegen | 2014 → |
| \| Zeitraum \| Wo. ges. \| Interpret \| Titel \| Zusätzliche Informationen \| \| (Zeitraum, Wochen auf Platz eins, Interpret, Titel, zusätzliche Informationen) \| \| \| \| \| \| ------------------------------------------------------------------------------ \| -------- \| ------------------------ \| -------------------------------------- \| ------------------------------------------------------------------------------------------------------------------------------------------------------------------------------------------------------------------------------------------------------ \| \| 49. Woche 2012 – 1. Woche 2013 5 Wochen (insgesamt 7) \| 7 \| Vamp \| Liten fuggel \| – \| \| 2. Woche 1 Woche \| 1 \| Mumford & Sons \| Babel \| Die Folkband hatte zuvor noch keinen Singlehit und das Album benötigte zwölf Wochen bis an die Spitze. \| \| 3.–5. Woche 3 Wochen \| 3 \| Kurt Nilsen \| Inni en God periode \| Das norwegische Ur-Pop-Idol konnte in den zehn Jahren seit seinem Castingshowsieg jedes seiner acht Alben entweder auf Platz 1 oder auf Platz 2 bringen. \| \| 6. Woche 1 Woche \| 1 \| Justin Bieber \| Believe Acoustic \| – \| \| 7.–10. Woche 4 Wochen \| 4 \| Verschiedene Interpreten \| Hver gang vi møtes - Sesong 2 \| Wie schon das Album zur ersten Staffel erobert auch Teil 2 die Chartspitze; in der Fernsehshow trafen sich sieben Musiker, darunter Lene Marlin und Kurt Nilsen, um die Lieder der jeweils anderen neu zu interpretieren. \| \| 11. Woche 1 Woche \| 1 \| BigBang \| The Oslo Bowl \| Das neunte Studioalbum der Rockband aus der norwegischen Hauptstadt ist ihr sechstes Nummer-eins-Album. \| \| 12.–13. Woche 2 Wochen \| 2 \| David Bowie \| The Next Day \| 40 Jahre nach dem ersten Charteintritt, 30 Jahre nach dem ersten Nummer-eins-Album Let’s Dance und zehn Jahre nach dem letzten Chartalbum folgt Bowies zweiter Spitzenreiter. \| \| 14. Woche 1 Woche \| 1 \| Kvelertak \| Meir \| Nachdem das Debütalbum der Metalband aus Stavanger drei Jahre zuvor Platz 3 erreicht hatte, schaffte Album Nummer zwei den Sprung an die Spitze und auch in die internationalen Charts. \| \| 15. Woche 1 Woche \| 1 \| Volbeat \| Outlaw Gentlemen & Shady Ladies \| Wieder Metal, diesmal aus Dänemark: die Band aus Kopenhagen konnte sich international von Album zu Album steigern und erreichte in Norwegen nach Platz 28 und Platz 8 mit dem dritten gecharteten Album die Spitzenposition. \| \| 16. Woche 1 Woche \| 1 \| Staut \| Stugureint \| Für die norwegischen Folkrocker klappt es ebenfalls im dritten Anlauf mit Platz 1. \| \| 17.–18. Woche 2 Wochen \| 2 \| Vassendgutane \| Hesteslepp \| Unterhaltsamer Country aus dem Westen Norwegens, mit dem sechsten Album in acht Jahren zum zweiten Mal ganz oben, zuvor erreichte das Album XO 2008 die Spitze. \| \| 19. Woche 1 Woche \| 1 \| Deep Purple \| Now What?! \| Genau 40 Jahre zuvor hatten die englischen Kultrocker ihr erstes Nummer-eins-Album in Norwegen gehabt, zum dritten Mal schafften sie es an die Chartspitze. \| \| 20. Woche 1 Woche \| 1 \| Bruce Springsteen \| Collection: 1973–2012 \| Der nächste Kultmusiker folgt auf dem Fuß: Der Boss hatte 1980 sein erstes Nummer-eins-Album und macht mit diesem Best-of-Album das Dutzend der Charttopper vollständig, alleine in den letzten sieben Jahren erreichte Springsteen sechs Mal Platz 1. \| \| 21. Woche 1 Woche \| 1 \| Verschiedene Interpreten \| Eurovision Song Contest – Malmö 2013 \| In der Woche des ESC ist das Doppelalbum mit den 39 Wettbewerbsbeiträgen das gefragteste Album des Landes. \| \| 22.–23. Woche 2 Wochen \| 2 \| Daft Punk \| Random Access Memories \| 16 Jahre zuvor waren die Franzosen erstmals in den Charts, dieses Album ist erst ihr viertes Chartalbum und das erste auf Platz 1. \| \| 24. Woche 1 Woche \| 1 \| Ole Paus \| Avslutningen \| Seit 1972 war der norwegische Liedermacher mit 16 Alben in den Charts, viermal in den Top 10, aber erst nach 41 Jahren mit dem 17. Album auf Platz eins. \| \| 25. Woche 1 Woche \| 1 \| Black Sabbath \| 13 \| Nach 43 Jahren und fünf Top-Ten-Alben sind die Metal-Rocker erstmals auf Platz 1 in Norwegen. \| \| 26.–27. Woche 2 Wochen \| 2 \| Ole Paus \| Avslutningen \| – \| \| 28.–29. Woche 2 Wochen (insgesamt 3) \| 3 \| Ausekarane \| Farende fant \| Für die Showband aus Norwegens Westen um Tor Endresen und Vinskvetten-Sänger Vinskvetten, die es seit 2007 gibt, ist es die erste Chartplatzierung und die führt sofort auf Platz 1. \| \| 30. Woche 1 Woche \| 1 \| Pet Shop Boys \| Electric \| 27 Jahre nach ihrem Debütalbum und 20 Jahre nach ihrem letzten Singlehit erreicht das britische Popduo erstmals auch mit einem Album die Chartspitze. \| \| 31. Woche 1 Woche \| 1 \| Selena Gomez \| Stars Dance \| Mit dem dritten Album und ohne ihre Begleitband The Scene hat die US-Schauspielerin-Sängerin eine Topplatzierung erreicht. \| \| 32. Woche 1 Woche (insgesamt 3) \| 3 \| Ausekarane \| Farende fant \| – \| \| 33. Woche 1 Woche \| 1 \| Rune Rudberg \| Tro \| Das zweite Nummer-eins-Album für Rune Rudberg und seine Dansband 25 Jahre nach dem Debütalbum Ut mot havet. \| \| 34. Woche 1 Woche \| 1 \| Madcon \| Icon \| Für die international erfolgreichen Norweger ist es trotz drei Nummer-eins-Singles das erste Album an der Spitze im sechsten Anlauf. \| \| 35. Woche 1 Woche \| 1 \| Vamp \| To me alt \| Nur ein Dreivierteljahr nach dem letzten Spitzenplatz verlängert die Folkrockband aus Haugesund ihre Serie von Nummer-eins-Alben auf sechs. \| \| 36.–37. Woche 2 Wochen \| 2 \| Verschiedene Interpreten \| Melodi Grand Prix Junior 2013 \| Nachdem das Album mit den Teilnehmerliedern des Jugendgesangswettbewerbs in den vergangenen beiden Jahren nur auf Platz 2 gekommen war, kam es 2013 wieder ganz nach oben, zum fünften Mal in der Geschichte des MGP Junior. \| \| 38. Woche 1 Woche \| 1 \| Satyricon \| Satyricon \| Die letzten drei Alben brachten die norwegischen Metal-Rocker unter die Top 5, erstmals schafften sie es jetzt sogar auf Platz 1. \| \| 39. Woche 1 Woche \| 1 \| Thomas Dybdahl \| What’s Left Is Forever \| Innerhalb von zehn Jahren, beginnend mit dem Abschlussalbum seiner Oktober-Trilogie, veröffentlichte der norwegische Singer-Songwriter vier Studioalben und brachte sie alle auf Platz 1. \| \| 40. Woche 1 Woche \| 1 \| Maria Mena \| Weapon in Mind \| Fünfmal war die international erfolgreiche Sängerin aus Oslo mit ihren Alben schon in den Top 10 in Norwegen und näherte sich dabei immer mehr der Spitzenposition an. Im sechsten Anlauf klappte es dann mit Platz 1. \| \| 41. Woche 1 Woche \| 1 \| Melissa Horn \| Om du vill vara med mig \| Die Schwedin erreicht mit ihrem dritten Album in den norwegischen Charts erstmals die Spitze. \| \| 42. Woche 1 Woche \| 1 \| Miley Cyrus \| Bangerz \| Der nackte Ritt auf der Abrissbirne brachte der US-Popsängerin viel Aufmerksamkeit und Platz zwei mit dem Song Wrecking Ball; damit war sie in Norwegen erfolgreicher als im Rest Europas und auch das Album erreichte nur hier Platz eins. \| \| 43. Woche 1 Woche \| 1 \| Paul McCartney \| New \| Fast 25 Jahre ist es her, dass der alte Beatle sein letztes Nummer-eins-Album in Norwegen hatte; insgesamt ist es seit 1970 sein sechstes. \| \| 44. Woche 1 Woche \| 1 \| Bjørn Eidsvåg \| Far faller \| Obwohl Eidsvåg schon über 40 Jahre aktiv ist, stammen sechs seiner nun sieben Nummer-eins-Alben aus den letzten zehn Jahren. \| \| 45. Woche 1 Woche (insgesamt 5) \| 5 \| Avicii \| True \| Sieben Wochen schwankte das Album zwischen Platz zwei und zwölf, bevor Avicii, wie bereits mit zwei Singles daraus, auf Platz eins aufrückte. \| \| 46. Woche 1 Woche \| 1 \| Eminem \| The Marshall Mathers LP 2 \| LP 1 landete 2000 auf Platz 3 in Norwegen und begründete die erfolgreiche Karriere des weißen US-Rappers, mit LP 2 ist er zum dritten Mal auf der Spitzenposition. \| \| 47. Woche 1 Woche \| 1 \| Stein Torleif Bjella \| Heim for å døy \| Der norwegische Singer-Songwriter hatte 2011 mit seinem zweiten Album Vonde visu unter anderem den Spellemannprisen gewonnen und Platz vier erreicht, das Nachfolgealbum stieg nun direkt an der Chartspitze ein. \| \| 48. Woche 1 Woche (insgesamt 5) \| 5 \| Avicii \| True \| – \| \| 49. Woche 1 Woche \| 1 \| One Direction \| Midnight Memories \| Nach Take Me Home im Vorjahr das zweite Nummer-eins-Album in Folge für die Popband. \| \| 50. Woche 2013 – 1. Woche 2014 4 Wochen (insgesamt 29) \| 29 \| Kurt Nilsen & KORK \| Have Yourself a Merry Little Christmas \| Alle Jahre wieder kehrt das Weihnachtsalbum des norwegischen Casting-Urgesteins in die Charts zurück und nach 2010 steht es zum zweiten Mal an der Spitze. \| |                                        |                                        |                                        | |
| ← 2012 |                                        |                                        |                                        | → 2014 → |
| Zeitraum | Wo. ges.                               | Interpret                              | Titel                                  | Zusätzliche Informationen |
| (Zeitraum, Wochen auf Platz eins, Interpret, Titel, zusätzliche Informationen) |                                        |                                        |                                        | |
| 49. Woche 2012 – 1. Woche 2013 5 Wochen (insgesamt 7) | 7                                      | Vamp                                   | Liten fuggel                           | – |
| 2. Woche 1 Woche | 1                                      | Mumford & Sons                         | Babel                                  | Die Folkband hatte zuvor noch keinen Singlehit und das Album benötigte zwölf Wochen bis an die Spitze. |
| 3.–5. Woche 3 Wochen | 3                                      | Kurt Nilsen                            | Inni en God periode                    | Das norwegische Ur-Pop-Idol konnte in den zehn Jahren seit seinem Castingshowsieg jedes seiner acht Alben entweder auf Platz 1 oder auf Platz 2 bringen.                                                                                               |
| 6. Woche 1 Woche | 1                                      | Justin Bieber                          | Believe Acoustic                       | – |
| 7.–10. Woche 4 Wochen | 4                                      | Verschiedene Interpreten               | Hver gang vi møtes - Sesong 2          | Wie schon das Album zur ersten Staffel erobert auch Teil 2 die Chartspitze; in der Fernsehshow trafen sich sieben Musiker, darunter Lene Marlin und Kurt Nilsen, um die Lieder der jeweils anderen neu zu interpretieren.                              |
| 11. Woche 1 Woche | 1                                      | BigBang                                | The Oslo Bowl                          | Das neunte Studioalbum der Rockband aus der norwegischen Hauptstadt ist ihr sechstes Nummer-eins-Album. |
| 12.–13. Woche 2 Wochen | 2                                      | David Bowie                            | The Next Day                           | 40 Jahre nach dem ersten Charteintritt, 30 Jahre nach dem ersten Nummer-eins-Album Let’s Dance und zehn Jahre nach dem letzten Chartalbum folgt Bowies zweiter Spitzenreiter.                                                                          |
| 14. Woche 1 Woche | 1                                      | Kvelertak                              | Meir                                   | Nachdem das Debütalbum der Metalband aus Stavanger drei Jahre zuvor Platz 3 erreicht hatte, schaffte Album Nummer zwei den Sprung an die Spitze und auch in die internationalen Charts.                                                                |
| 15. Woche 1 Woche | 1                                      | Volbeat                                | Outlaw Gentlemen & Shady Ladies        | Wieder Metal, diesmal aus Dänemark: die Band aus Kopenhagen konnte sich international von Album zu Album steigern und erreichte in Norwegen nach Platz 28 und Platz 8 mit dem dritten gecharteten Album die Spitzenposition.                           |
| 16. Woche 1 Woche | 1                                      | Staut                                  | Stugureint                             | Für die norwegischen Folkrocker klappt es ebenfalls im dritten Anlauf mit Platz 1. |
| 17.–18. Woche 2 Wochen | 2                                      | Vassendgutane                          | Hesteslepp                             | Unterhaltsamer Country aus dem Westen Norwegens, mit dem sechsten Album in acht Jahren zum zweiten Mal ganz oben, zuvor erreichte das Album XO 2008 die Spitze.                                                                                        |
| 19. Woche 1 Woche | 1                                      | Deep Purple                            | Now What?!                             | Genau 40 Jahre zuvor hatten die englischen Kultrocker ihr erstes Nummer-eins-Album in Norwegen gehabt, zum dritten Mal schafften sie es an die Chartspitze.                                                                                            |
| 20. Woche 1 Woche | 1                                      | Bruce Springsteen                      | Collection: 1973–2012                  | Der nächste Kultmusiker folgt auf dem Fuß: Der Boss hatte 1980 sein erstes Nummer-eins-Album und macht mit diesem Best-of-Album das Dutzend der Charttopper vollständig, alleine in den letzten sieben Jahren erreichte Springsteen sechs Mal Platz 1. |
| 21. Woche 1 Woche | 1                                      | Verschiedene Interpreten               | Eurovision Song Contest – Malmö 2013   | In der Woche des ESC ist das Doppelalbum mit den 39 Wettbewerbsbeiträgen das gefragteste Album des Landes. |
| 22.–23. Woche 2 Wochen | 2                                      | Daft Punk                              | Random Access Memories                 | 16 Jahre zuvor waren die Franzosen erstmals in den Charts, dieses Album ist erst ihr viertes Chartalbum und das erste auf Platz 1. |
| 24. Woche 1 Woche | 1                                      | Ole Paus                               | Avslutningen                           | Seit 1972 war der norwegische Liedermacher mit 16 Alben in den Charts, viermal in den Top 10, aber erst nach 41 Jahren mit dem 17. Album auf Platz eins.                                                                                               |
| 25. Woche 1 Woche | 1                                      | Black Sabbath                          | 13                                     | Nach 43 Jahren und fünf Top-Ten-Alben sind die Metal-Rocker erstmals auf Platz 1 in Norwegen. |
| 26.–27. Woche 2 Wochen | 2                                      | Ole Paus                               | Avslutningen                           | – |
| 28.–29. Woche 2 Wochen (insgesamt 3) | 3                                      | Ausekarane                             | Farende fant                           | Für die Showband aus Norwegens Westen um Tor Endresen und Vinskvetten-Sänger Vinskvetten, die es seit 2007 gibt, ist es die erste Chartplatzierung und die führt sofort auf Platz 1.                                                                   |
| 30. Woche 1 Woche | 1                                      | Pet Shop Boys                          | Electric                               | 27 Jahre nach ihrem Debütalbum und 20 Jahre nach ihrem letzten Singlehit erreicht das britische Popduo erstmals auch mit einem Album die Chartspitze.                                                                                                  |
| 31. Woche 1 Woche | 1                                      | Selena Gomez                           | Stars Dance                            | Mit dem dritten Album und ohne ihre Begleitband The Scene hat die US-Schauspielerin-Sängerin eine Topplatzierung erreicht. |
| 32. Woche 1 Woche (insgesamt 3) | 3                                      | Ausekarane                             | Farende fant                           | – |
| 33. Woche 1 Woche | 1                                      | Rune Rudberg                           | Tro                                    | Das zweite Nummer-eins-Album für Rune Rudberg und seine Dansband 25 Jahre nach dem Debütalbum Ut mot havet. |
| 34. Woche 1 Woche | 1                                      | Madcon                                 | Icon                                   | Für die international erfolgreichen Norweger ist es trotz drei Nummer-eins-Singles das erste Album an der Spitze im sechsten Anlauf. |
| 35. Woche 1 Woche | 1                                      | Vamp                                   | To me alt                              | Nur ein Dreivierteljahr nach dem letzten Spitzenplatz verlängert die Folkrockband aus Haugesund ihre Serie von Nummer-eins-Alben auf sechs. |
| 36.–37. Woche 2 Wochen | 2                                      | Verschiedene Interpreten               | Melodi Grand Prix Junior 2013          | Nachdem das Album mit den Teilnehmerliedern des Jugendgesangswettbewerbs in den vergangenen beiden Jahren nur auf Platz 2 gekommen war, kam es 2013 wieder ganz nach oben, zum fünften Mal in der Geschichte des MGP Junior.                           |
| 38. Woche 1 Woche | 1                                      | Satyricon                              | Satyricon                              | Die letzten drei Alben brachten die norwegischen Metal-Rocker unter die Top 5, erstmals schafften sie es jetzt sogar auf Platz 1. |
| 39. Woche 1 Woche | 1                                      | Thomas Dybdahl                         | What’s Left Is Forever                 | Innerhalb von zehn Jahren, beginnend mit dem Abschlussalbum seiner Oktober-Trilogie, veröffentlichte der norwegische Singer-Songwriter vier Studioalben und brachte sie alle auf Platz 1.                                                              |
| 40. Woche 1 Woche | 1                                      | Maria Mena                             | Weapon in Mind                         | Fünfmal war die international erfolgreiche Sängerin aus Oslo mit ihren Alben schon in den Top 10 in Norwegen und näherte sich dabei immer mehr der Spitzenposition an. Im sechsten Anlauf klappte es dann mit Platz 1.                                 |
| 41. Woche 1 Woche | 1                                      | Melissa Horn                           | Om du vill vara med mig                | Die Schwedin erreicht mit ihrem dritten Album in den norwegischen Charts erstmals die Spitze. |
| 42. Woche 1 Woche | 1                                      | Miley Cyrus                            | Bangerz                                | Der nackte Ritt auf der Abrissbirne brachte der US-Popsängerin viel Aufmerksamkeit und Platz zwei mit dem Song Wrecking Ball; damit war sie in Norwegen erfolgreicher als im Rest Europas und auch das Album erreichte nur hier Platz eins.            |
| 43. Woche 1 Woche | 1                                      | Paul McCartney                         | New                                    | Fast 25 Jahre ist es her, dass der alte Beatle sein letztes Nummer-eins-Album in Norwegen hatte; insgesamt ist es seit 1970 sein sechstes. |
| 44. Woche 1 Woche | 1                                      | Bjørn Eidsvåg                          | Far faller                             | Obwohl Eidsvåg schon über 40 Jahre aktiv ist, stammen sechs seiner nun sieben Nummer-eins-Alben aus den letzten zehn Jahren. |
| 45. Woche 1 Woche (insgesamt 5) | 5                                      | Avicii                                 | True                                   | Sieben Wochen schwankte das Album zwischen Platz zwei und zwölf, bevor Avicii, wie bereits mit zwei Singles daraus, auf Platz eins aufrückte. |
| 46. Woche 1 Woche | 1                                      | Eminem                                 | The Marshall Mathers LP 2              | LP 1 landete 2000 auf Platz 3 in Norwegen und begründete die erfolgreiche Karriere des weißen US-Rappers, mit LP 2 ist er zum dritten Mal auf der Spitzenposition.                                                                                     |
| 47. Woche 1 Woche | 1                                      | Stein Torleif Bjella                   | Heim for å døy                         | Der norwegische Singer-Songwriter hatte 2011 mit seinem zweiten Album Vonde visu unter anderem den Spellemannprisen gewonnen und Platz vier erreicht, das Nachfolgealbum stieg nun direkt an der Chartspitze ein.                                      |
| 48. Woche 1 Woche (insgesamt 5) | 5                                      | Avicii                                 | True                                   | – |
| 49. Woche 1 Woche | 1                                      | One Direction                          | Midnight Memories                      | Nach Take Me Home im Vorjahr das zweite Nummer-eins-Album in Folge für die Popband. |
| 50. Woche 2013 – 1. Woche 2014 4 Wochen (insgesamt 29) | 29                                     | Kurt Nilsen & KORK                     | Have Yourself a Merry Little Christmas | Alle Jahre wieder kehrt das Weihnachtsalbum des norwegischen Casting-Urgesteins in die Charts zurück und nach 2010 steht es zum zweiten Mal an der Spitze.                                                                                             |